# Académie nationale des sciences ougandaise
Pour les articles homonymes, voir Académie des sciences.
L'Académie nationale des sciences ougandaise est une organisation scientifique à but non lucratif en Ouganda, qui rassemble des scientifiques des sciences comportementales, biologiques, physiques et sociales. Ces scientifiques travaillent ensemble pour promouvoir l'excellence dans les sciences en « offrant des conseils indépendants et fondés sur des preuves pour la prospérité de l'Ouganda ».

## Histoire
L'académie a été fondée le 20 octobre 2000. En 2018, l'organisation comptait plus de 120 membres inscrits, dont 65 membres élus (« fellows »).

## Objectifs
L'Académie nationale des sciences de l'Ouganda est une organisation autonome de divers leaders dans divers domaines scientifiques, qui aspirent à utiliser la science fondée sur le mérite pour éclairer le développement de l'Ouganda.

## Localisation
Le siège de l'Académie nationale des sciences ougandaise est situé au A4 Lincoln House, à l'université Makerere, à Kampala.

## Membres de l'Académie
- James Ntambi: professeur de biochimie et de sciences nutritionnelles, à l'Université du Wisconsin à Madison[4]
- Harriet Mayanja-Kizza : professeure de médecine et doyenne de l'école de médecine de l'Université Makerere[2]
- Emmanuel Tumusiime-Mutebile (en) : professeur d'économie, Université Makerere. Chancelier de l'Université internationale d'Afrique orientale. Gouverneur de la Banque de l'Ouganda.
- Christine Dranzoa : professeur de zoologie et vice-chancelier de l' Université Muni .
- David Serwadda (en) : professeur de médecine et de santé publique, au Makerere University College of Health Sciences. Ancien doyen de l'École de santé publique de l'Université Makerere.
- Noble Banadda (en) : Professeur et président du Département de génie agricole et des bio - systèmes de l'Université Makerere. Plus jeune à avoir atteint le rang de professeur titulaire dans l'histoire de l'université, à l'âge de 37 ans.
- Peter Mugyenyi (en) : professeur et chancelier de l'Université des sciences et technologies de Mbarara. Directeur exécutif du Joint Clinical Research Center .
- Zerubabel Nyiira (en) : entomologiste et bio-écologue. Ancien ministre d'État à l'agriculture de l'Ouganda. Également ancien ministre d'État des pêches de l'Ouganda. Député de Buruuli County, Masindi District.
- Pen-Mogi Nyeko (en) : professeur de médecine vétérinaire et ancien vice-chancelier de l'Université de Gulu .
- Maud Kamatenesi Mugisha : professeure et vice-chancelière de l'Université Bishop Stuart.
- Nelson Sewankambo (en) : professeur de médecine et ancien directeur principal du Makerere University College of Health Sciences. Président de l'Académie nationale des sciences de l'Ouganda.
- Mary Okwakol : professeur de zoologie et vice-chancelière de l'Université de Busitema.
- John Ssebuwufu (en) : professeur de chimie et chancelier, Université de Kisubi.
- Gilbert Bukenya : professeur de santé publique et ancien vice-président de la République d'Ouganda.
- Apolo Nsibambi : professeur d'économie et de sciences sociales à l'Université de Makerere. Ancien Premier ministre de l'Ouganda.
- Lillian Tibatemwa-Ekirikubinza : juge à la Cour suprême de l'Ouganda. Ancienne professeure de droit et ancien vice-chancelière adjoint responsable des affaires académiques à l'Université Makerere[2].
- Paul Waako (en) : médecin, pharmacologue clinicien, universitaire et administrateur académique. Vice-chancelier de l'Université de Busitema, depuis le 1er mai 2019[5]

## Collaborations
L'Académie nationale des sciences de l'Ouganda a collaboré avec le Réseau des académies africaines des sciences, le réseau des académies des sciences des pays islamiques, les académies nationales des États-Unis, InterAcademy Partnership et The World Academy of Sciences.

## Voir également